# سفارة أوكرانيا في أرمينيا
سفارة أوكرانيا في أرمينيا هي أرفع تمثيل دبلوماسي لدولة أوكرانيا لدى أرمينيا. تقع السفارة في يريفان وهي تهدف لتعزيز المصالح الأوكرانية في أرمينيا.

## وصلات خارجية
- الموقع الرسمي
- قائمة سفارات أوكرانيا
- قائمة السفارات في أرمينيا